# Сынча
Сынча́ (в верховьях — Балтыа-Артыга) — река в Верхоянском районе и Жиганском улусе Якутии (Россия), левая составляющая реки Мэнкэрэ. Длина реки составляет 175 км, площадь водосборного бассейна — 5200 км². 
Река под названием Балтыа-Артыга стекает с юго-западного склона горы Буркат в горном хребте Орулган (система Верхоянского хребта) на высоте более 1000 м над уровнем моря. В верховьях течёт на юг и юго-запад по горной тундре. Приняв справа приток Онкеер, поворачивает на запад и протекает в широкой межгорной долине. Прорезает с востока на запад Джарджанский хребет. Ближе к устью выходит на залесённую равнину. Сливаясь с рекой Нёлон, образует реку Мэнкэрэ на высоте менее 146 м над уровнем моря. Ширина в нижнем течении — 95 м при глубине 2 м. Скорость течения в низовьях — 1,6 м/с. Населённых пунктов на реке нет. 

## Основные притоки
Указаны поименованные притоки длиной 30 км и более
| Название            | Расстояние от устья | Длина | Положение |
| ------------------- | ------------------- | ----- | --------- |
| Сынча-Согуру-Салата | 59                  | 51    | левый     |
| Салагаркан          | 80                  | 31    | левый     |
| Аялыр               | 90                  | 62    | левый     |
| Сынча-Оннюлага      | 100                 | 52    | левый     |
| Арангас             | 105                 | 47    | правый    |
| Онкеер              | 139                 | 32    | левый     |

## Данные водного реестра
По данным государственного водного реестра России и геоинформационной системы водохозяйственного районирования территории РФ, подготовленной Федеральным агентством водных ресурсов:
- Бассейновый округ — Ленский
- Речной бассейн — Лена
- Речной подбассейн — Лена ниже впадения Вилюя до устья
- Водохозяйственный участок — Лена от впадения реки Вилюй до водомерного поста гидрометеорологической станции Джарджан
- Код водного объекта — 18030900112117500012273